# Prosphaerosyllis brandhorsti
Prosphaerosyllis brandhorsti är en ringmaskart som först beskrevs av Hartmann-Schröder 1965.  Prosphaerosyllis brandhorsti ingår i släktet Prosphaerosyllis och familjen Syllidae. Inga underarter finns listade i Catalogue of Life.